# Londoner Konferenz (1990)
Auf der internationalen Londoner Konferenz (1990) zum Schutz der Ozonschicht wurde am 29. Juni 1990 beschlossen, die Herstellung von Fluorchlorkohlenwasserstoffen (FCKW) bis zum Jahr 2000 zu stoppen.
Auf der Konferenz in London vom 27. bis 29. Juni wurden am letzten Tag Änderungen und Anpassungen des Montreal-Protokolls über Stoffe, die zu einem Abbau der Ozonschicht führen, beschlossen. Wissenschaftliche Untersuchungen hatten in der Zeit davor die Sorge aufkeimen lassen, dass die darin geplanten staatlichen Aktivitäten zum Schutz des Klimas und der Ozonschicht nicht ausreichend sein dürften.
Die frühere Absicht, bestimmte in die Luft entweichende Schadstoffe um 50 Prozent bis 1998/1999 zu verringern, wich einer schärferen Regelung. Produktion und Verbrauch der im Protokoll erwähnten FCKW und Halone sollten nunmehr bis zum 1. Januar 2000 nach und nach eingestellt werden. Die Schadstoffliste wurde außerdem erweitert. Um Probleme in den Entwicklungsländern zu vermeiden, sollte entsprechenden Vertragsstaaten mit Mitteln eines „multilateralen Fonds“ Hilfe bei der Einführung FCKW-freier Technologien zuteilwerden. 
In Deutschland wurden die Beschlüsse der Konferenz in gesetzliche Maßnahmen gegossen. Das Gesetz wurde am 16. Dezember 1991 ausgefertigt.